# Salpingoecidae
Die Einteilung der Lebewesen in Systematiken ist kontinuierlicher Gegenstand der Forschung. So existieren neben- und nacheinander verschiedene systematische Klassifikationen. 
Das hier behandelte Taxon ist durch neue Forschungen obsolet geworden oder ist aus anderen Gründen nicht Teil der in der deutschsprachigen Wikipedia dargestellten Systematik.

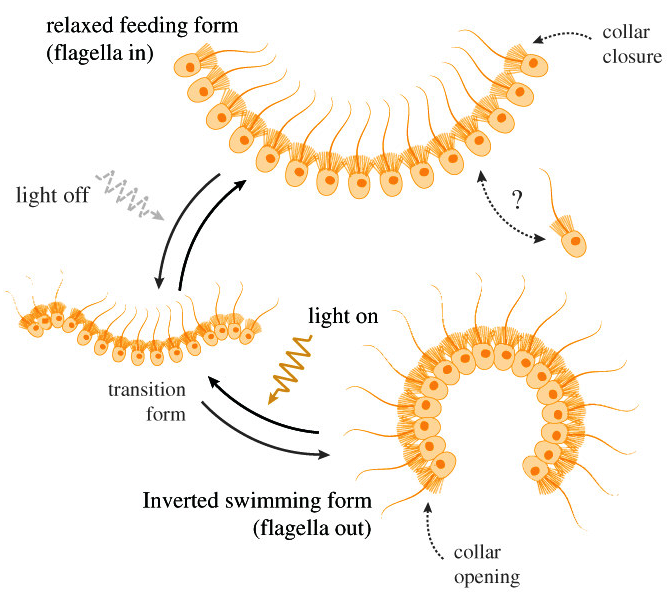
Lebenszyklus von Choanoeca flexa

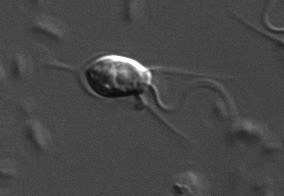
Salpingoeca rosetta

Die Salpingoecidae waren ein Taxon der sogenannten Kragengeißeltierchen. Das Taxon umfasste sechs Gattungen. Spätere phylogenetische Untersuchungen führten zur Zusammenführung des Taxons mit den Monosigidae zur Gruppe der Craspedida.

## Merkmale
Alle Arten sind einzeln oder als Kolonie lebende Zellen, freischwimmend oder sesshaft. Ein Stiel kann vorhanden sein oder fehlen. Das Gehäuse, die sogenannte Theca, ist ein Periplast, der lichtmikroskopisch deutlich zu erkennen ist.
Der deutlich ausgeprägte Kragen steht seitlich um den Ansatz einer einzelnen Geißel, die allerdings auch fehlen kann. Süßwasserformen weisen an ihrem Hinterende meist zwei, gelegentlich aber auch mehr kontraktile Vakuolen auf.

## Verbreitung
Arten der Salpingoecidae finden sich in Süß-, Brack- und Meerwasser.

## Systematik

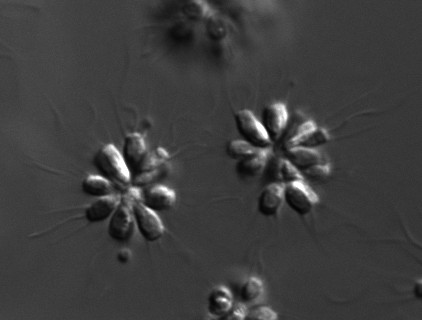
Salpingoeca rosetta, Kolonien

Die 1880 als Familie durch William Saville Kent erstbeschriebene Gruppe umfasste sechs Gattungen:
- Aulomonas
- Choanoeca
- Diploeca
- Pachysoeca
- Salpingoeca
- Stelexomonas

## Nachweise
1. ↑  Adl, S. M., Simpson, A. G. B., Lane, C. E., Lukeš, J., Bass, D., Bowser, S. S., Brown, M. W., Burki, F., Dunthorn, M., Hampl, V., Heiss, A., Hoppenrath, M., Lara, E., le Gall, L., Lynn, D. H., McManus, H., Mitchell, E. A. D., Mozley-Stanridge, S. E., Parfrey, L. W., Pawlowski, J., Rueckert, S., Shadwick, L., Schoch, C. L., Smirnov, A. and Spiegel, F. W.: The Revised Classification of Eukaryotes. Journal of Eukaryotic Microbiology, 59: 429–514, 2012, PDF Online
2. 1 2 3 4  Barry S.C. Leadbeater, Helge A. Thomsen: Order Choanoflagellida In: J. J. Lee, G. F. Leedale, P. C. Bradbury: An Illustrated Guide to the Protozoa. 2. Aufl., S. 21–23, Society of Protozoologists, Lawrence, Kansas, 2002